# Anais Pernambucanos
Anais Pernambucanos é uma obra historiográfica escrita por Francisco Augusto Pereira da Costa.
Publicado em 10 volumes, num total de 5566 páginas, ordenados cronologicamente, abrange a história e a vida de Pernambuco de 1493 a 1850.
Estão publicados desde incidentes históricos importantes a fatos curiosos e jocosos da vida pernambucana.
Pelas suas qualidades pessoais (tenacidade, resistência, dedicação e capacidade de trabalho), Pereira da Costa conseguiu realizar sozinho essa obra de vulto, pesquisa histórica de grande valor.
O escritor Jordão Emerenciano assim definiu essa obra:
| “ | Pereira da Costa conseguiu esse admirável milagre de realizar, sozinho e pobre, uma obra que pelo vulto, pela importância e pela extensão transcende do esforço de um indivíduo para assemelhar-se ao de toda uma corporação. Esse milagre ele conseguiu pelas suas qualidades pessoais de tenacidade, resistência, dedicação, capacidade de trabalho e, sobretudo, pelo muito amor que votava a Pernambuco. Sua obra é o milagre do amor. De amor à sua terra e à sua gente. | ” |

## Cronologia
Os volumes dos Anais Pernambucanos estão cronologicamente distribuídos:
1. 1493-1590
2. 1591-1634
3. 1635-1665
4. 1666-1700
5. 1701-1739
6. 1740-1794
7. 1795-1817
8. 1818-1823
9. 1824-1833
10. 1834-1850.